# Генерал зенитных войск
Генерал зенитных войск или генерал зенитной артиллерии (нем. General der Flakartillerie) — воинское звание генеральского состава войск ПВО в Вооружённых силах Германии (Люфтваффе) времён Второй мировой войны. В Люфтваффе звания генерала зенитных войск находилось по старшинству между воинскими званиями генерал-лейтенанта и генерал-полковника.
Входило в группу воинских званий генерал рода войск, и соответствовало следующим званиям:
- Генерал авиации;
- Генерал артиллерии;
- Генерал горно-пехотных войск;
- Генерал инженерных войск;
- Генерал кавалерии;
- Генерал танковых войск;
- Генерал парашютных войск;
- Генерал от инфантерии;
- Генерал войск связи.

## Генералы зенитных войск Люфтваффе
| - Вальтер фон Акстельм (1893–1972) - Генрих Бурхард (1894–1945) - Отто Десслох (1889–1977) (з 1 марта 1944 года — генерал-полковник Люфтваффе) - Гуго Гримме (1872–1943) - Альфред Гаубольд (1887–1969) - Фридрих Хайлингбрюннер (1891–1977) - Фридрих Хиршхауер (1883–1979) - Герхард Хоффманн (1887–1969) - Йоб Одебрехт (1892–1982) - Вольфганг Пиккерт (1897–1984) - Рихард Рейманн (1892–1970) - Отто Вильгельм фон Ренц (1891–1968) - Гельмут Рихтер (1891–1977) - Карл фон Рогус (1880–1949) (переведён в Вермахт в ранге генерала пехоты) - Гюнтер Рюдель (1883–1950) (с 1 ноября 1942 года — генерал-полковник) - Камилло Рюггера (1885–1947) - Август Шмидт (1883–1955) - Людвиг фон Шредер (1884–1941) - Губерт Вайзе (1884–1950) (с 19 июля 1940 года — генерал-полковник) - Ойген Вейссманн (1892–1951) - Эмиль Ценетти (1883–1945) |